# Manique de Baixo
Manique de Baixo é uma povoação portuguesa espraiada pelas freguesias de Alcabideche e São Domingos de Rana, no Município de Cascais.

## História
Em estudos realizados no final do século XIX levadas a cabo pelo geólogo Francisco de Paula Oliveira, encontraram-se vestígios de uma Villa Romana, Villa Romana de Mirouços e do período neolítico no planalto a Sul do Alto do Barril.
A origem do nome Manique é duvidosa, uma das hipóteses é uma expressão latina Mane hic que quer dizer Fica aqui.
A primeira referência conhecida da povoação com o seu nome atual é encontrada na doação de Cascais a Gomes Lourenço de Avelar feita por el-rei D. Fernando em 1370, ao estabelecer os limites do lugar, refere que: (...) e desy como se vay pella strada do camjnho de Lixboa ataa as portas de Manique(...). Na opinião de José D'Encarnação é possível que houvesse uma estrada de Lisboa para Cascais que passava por Manique podendo a mesma ser até de origem Romana.
Na Toponímia do Concelho de Cascais de 1964  J. Diogo Correia refere: Manique e Portas de Manique tinham, em 1527, 22 vizinhos. Em 1758, 31 com 152 homens e 113 mulheres. População de Manique, em 1960, 617 habitantes.

## Património
- Quinta de Manique, ou Quinta do Marquês das Mina [3];
- Capela de Nossa Senhora das Neves
- Azenha de Manique http://www.jf-alcabideche.pt/manique-azenha

## Escolas
- Escola Salesiana de Manique de Baixo
- Escola Básica do 1º Ciclo com Jardim de Infância de Manique

## Desporto
- Grupo Musical e Desportivo 31 de Janeiro - Manique de Baixo

## Outros
- Associação de Apoio Social Nossa Senhora das Neves de Manique de Baixo www.nevesmanique.net;
- Agrupamento 550 do Corpo Nacional de Escutas - Manique de Baixo/Cascais;